# VII edició dels Premis Ariel
La VII edició dels Premis Ariel, organitzada per l'Acadèmia Mexicana d'Arts i Ciències Cinematogràfiques (AMACC), es va celebrar el 1952 per celebrar el millor del cinema durant l’any anterior

## Premis i nominacions[1]
Nota: Els guanyadors estan llistats primer i destacats en negreta.⭐
| Millor pel·lícula - En la palma de tu mano – Producciones Mier y Brooks ⭐ - Deseada – Producciones Sansón - Doña Perfecta- Cabrera Films                             | Millor direcció - Roberto Gavaldón – En la palma de tu mano ⭐ - Alejandro Galindo -Doña Perfecta - Julio Bracho – Paraíso robado                                                   |
| Millor actor - Arturo de Córdova – En la palma de tu mano ⭐ - Roberto Cañedo – Crimen y castigo - Fernando Soler – El grito de la carne                              | Millor actriu - Dolores del Río - Doña Perfecta ⭐ - Marga López – Negro es mi color - Isarema Dilián – Paraíso robado                                                              |
| Millor coactuació masculina - Carlos Navarro – Doña Perfecta ⭐ - Julio Villarreal - Doña Perfecta - Alberto Mariscal – Flor de sangre                                | Millor coactuació femenina - Carmen Montejo – Mujeres sin mañana ⭐ - Natalia Ortiz – Doña Perfecta - Rita Montaner – Negro es mi color                                             |
| Millor argument original - Luis Spoto – En la palma de tu mano ⭐ - Luis Massieu – Monte de Piedad - Mane Sierra – Paraíso robado                                     | Millor guió adaptat - Alejandro Galindo – Doña Perfecta ⭐ - José Revueltas/Roberto Gavaldón – En la palma de tu mano - Samuel Alazraki – Nunca debieron amarse                     |
| Millor fotografia - Alex Phillips – En la palma de tu mano ⭐ - Alex Phillips – Deseada - Gabriel Figueroa – Víctimas del pecado                                      | Millor edició - Charles L. Kimball – En la palma de tu mano ⭐ - Carlos Savage - Deseada - Fernando Martínez Álvarez – Doña Perfecta                                                |
| Millor escenografia - Francisco Marco Chillet – En la palma de tu mano ⭐ - Gunther Gerzso – Doña Perfecta - Javier Torres Torija – Tierra baja                       | Millor música de fons - Carlos Jiménez Mabarak – Deseada ⭐ - Gustavo César Carrión – Bodas de fuego - Raúl Lavista – En la palma de tu mano                                        |
| Millor so - Rodolfo Benítez – En la palma de tu mano ⭐ - Luis Fernández - Deseada - Manuel Topete – Doña Perfecta                                                    | Millor actuació infantil - María Eugenia Llamas – Los hijos de la calle ⭐ - Jaime Calpe – El papelerito ⭐ - Ismael Pérez "Poncianito" – Víctimas del pecado                       |
| Millor actor de repartiment - Luis Aceves Castañeda – Sentenciado a muerte ⭐ - Manuel Arvide – Doña Perfecta - Pascual García Peña – Trotacalles                     | Millor actriu de repartiment - Guadalupe del Castillo – Crimen y castigo ⭐ - Emma Roldán – Cárcel de mujeres - Irma Torres – Casa de vecindad - Tara Lynn – En la palma de tu mano |
| Millor actuació juvenil - Alma Delia Fuentes – Historia de un corazón ⭐ - Annabelle Gutiérrez – Muchachas de uniforme - Luis López Somoza – Susana (Carne y demonio) | Premi especial - Cantinflas – A la seva carrera ⭐ |

## Premis i nominacions múltiples
| Pel·lícula               | Nominacions | Premis |
| ------------------------ | ----------- | ------ |
| En la palma de tu mano   | 11          | 8      |
| Doña Perfecta            | 11          | 3      |
| Deseada                  | 5           | 1      |
| Paraíso robado           | 3           | 0      |
| Crimen y castigo         | 2           | 1      |
| Negro es mi color        | 2           | 0      |
| Víctimas del pecado      | 2           | 0      |
| Historia de un corazón   | 1           | 1      |
| Los hijos de la calle    | 1           | 1      |
| Mujeres sin mañana       | 1           | 1      |
| Sentenciado a muerte     | 1           | 1      |
| Bodas de fuego           | 1           | 0      |
| Cárcel de mujeres        | 1           | 0      |
| Casa de vecindad         | 1           | 0      |
| El grito de la carne     | 1           | 0      |
| El papelerito            | 1           | 0      |
| Flor de sangre           | 1           | 0      |
| Monte de Piedad          | 1           | 0      |
| Muchachas de uniforme    | 1           | 0      |
| Nunca debieron amarse    | 1           | 0      |
| Susana (Carne y demonio) | 1           | 0      |
| Tierra baja              | 1           | 0      |
| Trotacalles              | 1           | 0      |